# Dicranota neoconsors
Dicranota (Rhaphidolabis) neoconsors là một loài ruồi trong họ Pediciidae. Chúng phân bố ở vùng sinh thái Palearctic.